# Trần Khánh Dư (HQ-501)
Tàu Trần Khánh Dư (HQ-501) thuộc biên chế của Hải quân nhân dân Việt Nam, được tiếp quản từ Hải quân Việt Nam Cộng Hòa, Con tàu từng thuộc biên chế của Hải quân Hoa Kỳ trước khi được bàn giao cho Việt Nam Cộng Hòa.

## Thông tin
HQ-501 thuộc lớp LST-542 về cơ bản giống lớp LST-491 nhưng trọng lượng toàn tải nhỏ hơn 1 ít, khoảng 3.640 tấn, cùng với số quân giảm xuống 100 người.
Hiện nay, tàu 501 vẫn tiếp tục thực hiện nhiệm vụ vận tải, đây cũng là một trong 2 tàu đổ bộ (tàu còn lại là HQ-503) duy nhất của Hải quân nhân dân Việt Nam cho phép tiếp đậu được trực thăng.
Vũ khí trang bị trên tàu 501 là pháo hạm 2 nòng Bofors 40 mm như nguyên bản, đây là loại pháo rất phổ biến của phe Đồng minh trong thời kỳ Chiến tranh thế giới thứ hai.

## Tham chiến

### Chiến tranh biên giới Tây Nam
Vận tải Lữ đoàn hải quân đánh bộ 126 đổ bộ đường biển lên đất Campuchia đánh quân Khmer Đỏ năm 1979.

### Chiến dịch chủ quyền 88 (CQ-88)
Trong chiến dịch Chủ Quyền 88 (CQ-88), tàu đã tham gia vận tải xây dựng nhằm bảo vệ Trường Sa.